# Abdelilah Hafidi
Abdelilah Hafidi (arab. عبد الاله الحافظي, ur. 30 stycznia 1992 w Boujaad) – marokański piłkarz, grający jako pomocnik. W latach 2013–2021 reprezentant kraju. Od 2024 roku wolny zawodnik.

## Kariera klubowa

### Początki
Zaczynał karierę w Union Sportive de Boujaad. Grał tam w latach 2003–2007. W latach 2007–2011 szkolił się w szkółce Raja Casablanca.

### Raja Casablanca
Do pierwszego zespołu przebił się w 2011 roku. Zadebiutował tam 29 października 2011 roku w meczu przeciwko CODM Meknès (wygrana 1:0). Grał 81 minut, zmienił go Yassine Salhi. Pierwszą asystę zaliczył 15 listopada 2011 roku w meczu przeciwko Olympic Safi (zwycięstwo 2:1). Asystował przy bramce Houssama Eddine Senhajiego w 88. minucie, wywalczając rzut karny. Pierwsze bramki zdobył 29 kwietnia 2012 roku w meczu przeciwko JS Massira (zwycięstwo 1:4). Do siatki trafiał w 78. i 91. minucie.
W sezonie 2011/2012 zagrał 9 meczów, strzelił 3 gole i miał 3 asysty. W sezonie 2012/2013 zagrał 26 spotkań, strzelając 6 bramek i trzykrotnie asystując. Sezon 2013/2014 zakończył z 29 meczami, bramką i dwiema asystami. Zagrał też na Klubowych Mistrzostwach Świata, gdzie zagrał wszystkie mecze, dokładając do tego po bramce i asyście. W sezonie 2014/2015 w 24 meczach strzelił 8 goli i dołożył do tego dwie asysty. W sezonie 2015/2016 zagrał 22 spotkania, strzelił 11 bramek i czterokrotnie asystował. W sezonie 2016/2017 zagrał 29 meczów, strzelił 4 gole i miał 9 asyst. W sezonie kolejnym zagrał 18 razy, strzelił dwa gole i 9 razy asystował. Sezon 2018/2019 zakończył z 12 meczami, 4 golami i 8 asystami na koncie. W sezonie 2019/2020 zagrał 18 meczów, strzelił 6 bramek i miał 4 asysty. 21 meczów, 5 goli i 9 asyst to bilans Hafidiego w sezonie 2020/2021. W sezonie 2021/2022 zaliczył 11 występów, w których miał 4 asysty.

### Al-Hazem SC
7 stycznia 2022 roku przeszedł do Al-Hazem SC. W saudyjskim klubie zadebiutował 15 stycznia 2022 roku w meczu przeciwko Al-Ahli Dżudda (porażka 1:0). Zagrał cały mecz. Pierwszą asystę zaliczył 11 lutego 2022 roku w meczu przeciwko Abha Club (porażka 2:1). Asystował przy trafieniu Osamy Al-Khalafa w 9. minucie. W sumie zagrał 7 meczów i raz asystował w Saudi Professional League.

### Powrót do Casablanki
29 stycznia 2023 roku powrócił do Raja. Po powrocie wystąpił w 10 meczach i raz asystował.

### Dalsza kariera
9 września 2023 roku przeszedł do Moghrebu Tétouan. Odszedł stamtąd 1 lipca 2024 roku.

## Kariera reprezentacyjna
Abdelilah Hafidi w ojczystej reprezentacji zadebiutował 27 stycznia 2013 roku w meczu przeciwko reprezentacji RPA (2:2). W debiucie strzelił gola – do siatki trafił w 82. minucie. Pierwsze asysty zaliczył 13 stycznia 2018 roku w meczu przeciwko reprezentacji Mauretanii (zwycięstwo 4:0). Asystował przy bramkach Ayouba El Kaabiego, Ismaila El Haddada i Achrafa Bencharkiego w 72., 80. i 92. minucie. W sumie wystąpił w 23 meczach, strzelił 4 gole i zaliczył 8 asyst w narodowych barwach.

## Osiągnięcia
Raja Casablanca
- Mistrzostwo Maroka (2012/2013, 2019/2020)
- Puchar Maroka (2011/2012, 2016/2017)
- Afrykański Puchar Konfederacji (2017/2018, 2020/2021)
- Afrykański Super Puchar (2018/2019)

Reprezentacja Maroka:
- Mistrzostwa Narodów Afryki (2018, 2021)

(na podstawie:)